# لیندون رایو
لیندون رایو (انگلیسی: Lyndon Rive؛ زادهٔ ۲۲ ژانویهٔ ۱۹۷۷) سرمایه‌دار و کارآفرین اهل آفریقای جنوبی و یکی از بنیان‌گذاران شرکت سولارسیتی است که تا سال ۲۰۱۶ میلادی، مدیر عامل آن بود. این شرکت یکی از ارائه‌کنندگان فناوری فتوولتاییک و خدمات مرتبط به آن است. او این شرکت را در سن ۱۷ سالگی و پیش از ترکِ زادگاهش آفریقای جنوبی پایه‌گذاری کرد. وی سپس شرکت «اِوِردریم» را بنیان نهاد که بعدها توسط شرکت دِل خریداری شد.